# Frank Sinatra (singel Cake)
Frank Sinatra – singiel zespołu Cake, promujący płytę Fashion Nugget, wydany w roku 1997. Został użyty w jednym z odcinków amerykańskiego filmu The Sopranos pt. "The Legend of Tennessee Moltisanti".

## Spis utworów[2]
1. "Frank Sinatra" – 3:58
2. "Mr. Mastodon Farm" – 5:27
3. "Frank Sinatra" (Live) – 3:56